# Inmigración australiana en Paraguay
La inmigración australiana en Paraguay se registró a fines del siglo XIX y fue de carácter utópico.
Dicho desplazamiento migratorio se originó de una fallida huelga de esquiladores de oveja en el estado de Queensland, al noreste de Australia, en 1891.
El promotor de la presencia australiana en territorio paraguayo fue el Dr. William Lane, un periodista inglés. Gracias a sus gestiones, unos 500 inmigrantes se establecieron en el departamento de Caaguazú, donde fundaron una colonia llamada Nueva Australia, y posteriormente la Colonia Cosme, en el departamento de Caazapá.
Aunque no fue masiva, esta inmigración dio como resultado la formación de la única colonia australiana de ultramar de toda la historia.

## Historia

### Contexto
Los comienzos de la historia de la colonia Nueva Australia no deben buscarse en el Paraguay, ni siquiera en América del Sur, sino en la lejana Australia en la última década del siglo diecinueve. Eran tiempos de mucho conflicto social a causa de los graves problemas económicos, no solamente en aquel país, sino también en muchas partes del mundo, especialmente en aquellas afectadas por la revolución industrial.
Los terribles excesos de injusticia que nacieron de esa revolución, con la explotación sin piedad de la clase obrera por parte de los capitalistas y de los grandes terratenientes, tuvieron como respuesta el nacimiento de los primeros sindicatos de obreros.
En la última década de siglo XIX en la Colonia Británica de Australia un grupo de obreros, profesionales e intelectuales, muy desilusionados por las injusticias a que fueron sometidos por la sociedad capitalista reinante a causa de su pensamiento socialista, comenzó a examinar la posibilidad de abandonar el país y de buscar un lugar donde pudieran vivir en paz sus ideales de libertad, igualdad y fraternidad sin la intervención de patrones, propietarios y capitalistas.
Su idea era la de establecer una sociedad de hermandad y de igualdad total, donde todos trabajarían para todos, y donde cada uno recibiría según su necesidad y no solamente según su productividad

### La huelga de 1891
En 1891, los trabajadores del sector agropecuario de Queensland se declararon en huelga. A ella se sumaron alrededor de 10.000 esquiladores de ovejas, los cuales sufrieron una cruenta represión, que puso fin a la protesta.
Al tanto de estos hechos estaba el Willian Lane, un periodista especializado en el ámbito sindical. Consustanciado con las ideas de Marx y de Robert Owen, propuso ideas de organización cooperativista, además de que también lideró varias huelgas.

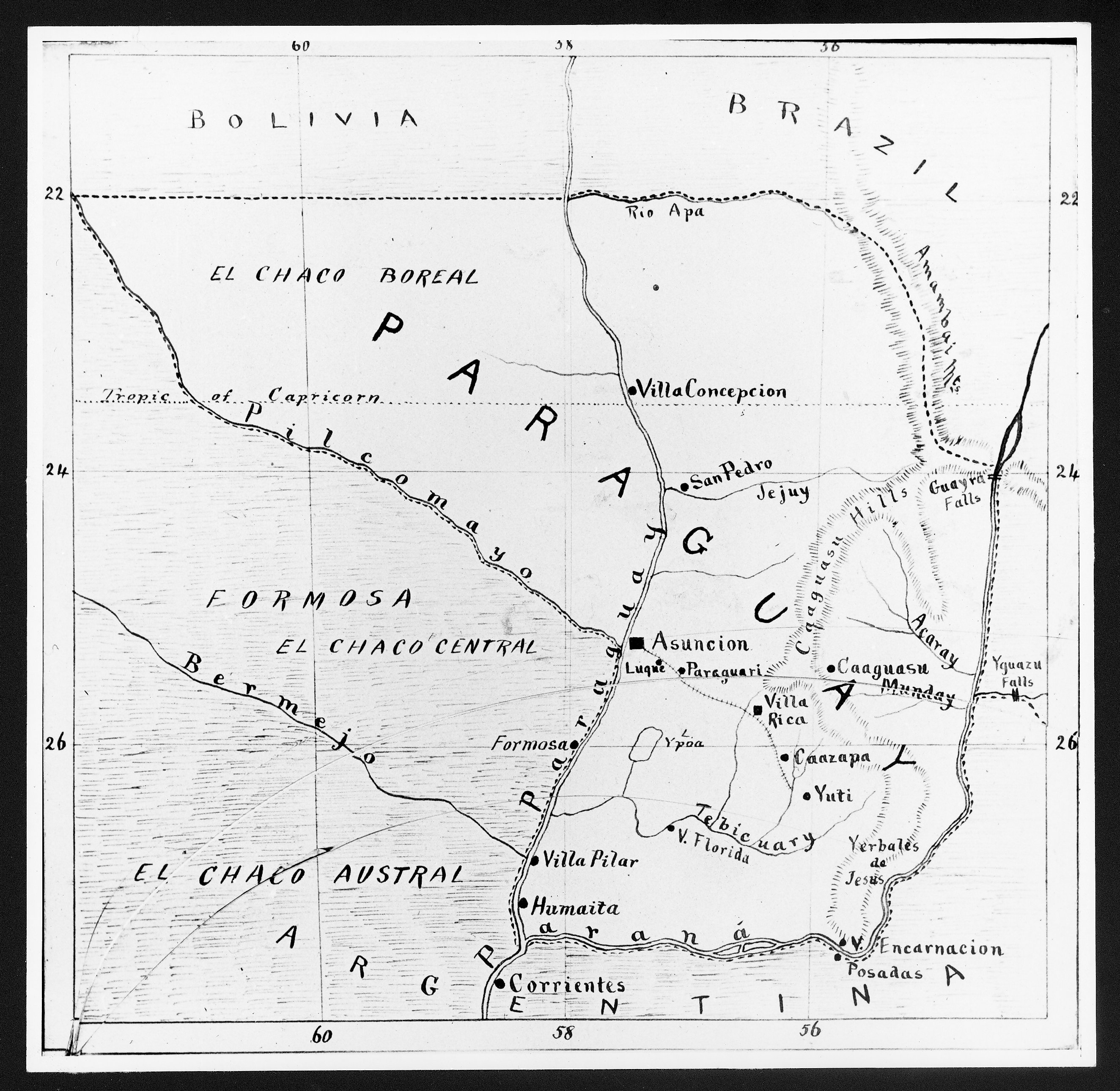
Carta de Paraguay, con un dibujo de John Lane, hermano de William.

Lane era descrito como: "de aspecto opaco, calvo, rengo, corto de vista, pero dotado de una irresistible elocuencia, capaz de insuflar encendidas pasiones en la clase trabajadora".
Desde hacía tiempo venía concibiendo la creación de un edén comunitario en algún lejano confín del planeta. La ocasión de llevar su idea a la práctica se le presentó luego del fracaso de dicha huelga.

### La búsqueda del "paraíso socialista"
Lane no se quedó en las meras palabras. Como lo demostraría en los años siguientes, en la obsesión radicaba lo mejor y lo peor de su extraño carácter. Con un comité de dirigentes sindicales e intelectuales de izquierda fundó la New Australia Cooperative Association y envió tres emisarios a América Latina: Alfred Walker, Charles Leck y William Saunders, para buscar un lugar donde asentar su comunidad.
Primeramente se dirigieron a la Argentina, donde inspeccionaron los lugares que les fueron ofrecidos en la Patagonia, pero ninguno de ellos fue considerado adecuado. Mientras tanto Alfred Walker tuvo contacto por carta con el Gobierno del Paraguay en noviembre de 1892 y fue invitado cordialmente a visitar el país para conocerlo. Embarcó enseguida para Asunción, y fue alcanzado por los otros enviados poco después.
Los emisarios de William Lane llegaron a un acuerdo con el gobierno del presidente Juan Gualberto González y firmaron un contrato el 4 de marzo de 1893, en el cual la Asociación Cooperativa Nueva Australia se comprometía a traer un mínimo de 1200 inmigrantes y el Paraguay a proporcionarles, entre otras cosas, 100 leguas cuadradas de tierra, alrededor de 230.000 hectáreas según la extensión de la legua que se utilizaba entonces en el país.

### Un viaje de14 000km
Cuando la noticia del acuerdo final entre el gobierno paraguayo y la asociación llegó a Australia, los preparativos para el viaje del primer grupo comenzaron enseguida. En ese momento la asociación tenía inscritos unos mil jefes de familia y hombres y mujeres solteros, pero esparcidos por toda la geografía inmensa de Australia. Elegir y reunir al primer grupo de 220–250 personas no fue tarea fácil. Primeramente todos ellos tenían que vender sus propiedades y pertenencias y viajar hasta el puerto de Sídney de donde partirían. 
La idea original era que el primer grupo partiría el 1 de mayo, día del obrero. Pero la embarcación que había comprado necesitaba de muchas modificaciones para poder llevar a tantos pasajeros – hombres, mujeres y niños – con un mínimo de comodidad y la idea de esa fecha para la partida fue descartada.
Finalmente, el 16 de julio de 1893, partía del puerto de Sídney el Royal Tar, un sólido barco de madera recién reacondicionado de 598 toneladas, con 220 australianos a bordo. William Lane, líder del grupo, aseguraba que miles más los seguirían. Unos 250 zarparon poco después con el mismo destino. Venían al Paraguay a fundar "un paraíso socialista".
Aparte del frío intenso de los mares del Atlántico sur y la dificultad de navegar por varios días en medio de una flotilla de témpanos cerca del Cabo de Hornos, el viaje se realizó sin mayores problemas, y en la noche del 11 de septiembre el Royal Tar llegó frente a la ciudad de Montevideo.
Y luego de haber trasbordado en los vapores Río Paraná y Pólux, finalmente los viajeros entraron en la bahía de Asunción, el viernes 22 de septiembre a las diez de la mañana. Hubo toda una delegación encabezada por el presidente de la República el Dr. Juan Gualberto González, para recibirlos.
Mientras los hombres descargaban el buque, las mujeres y los niños fueron acomodados en el Teatro Municipal, donde recibieron abundante comida. Se había decidido durante el viaje que después llegar, un grupo de unos 45 solteros saldría enseguida para Villarrica en tren. De ahí irían a pie a la propiedad para buscar un sitio adecuado en donde instalarse todo el grupo.
El Gobierno proporcionó un tren especial para llevarlos y a la tarde partieron, llegando a Villarrica a las 2:00 de la madrugada. Después de un tiempo de descanso salieron de Villarrica con un guía con destino a “un lugar llamado Espinillo”.

### La colonia Nueva Australia

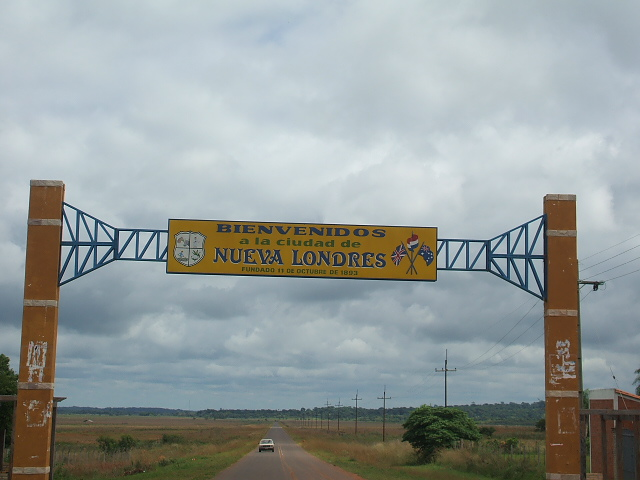
Pórtico de acceso a la ciudad de Nueva Londres. Nótese que están pintadas las banderas del Reino Unido, Paraguay y Australia.

Algunos días después, el grupo de solteros volvió con la buena noticia de haber encontrado el nuevo sitio, donde inclusive había preparado un galpón abierto y otras dependencias (cocina y baños) para recibir al resto del grupo. En la mañana del jueves 28 de septiembre las carretas se pusieron en marcha, con su carga preciosa de niños, mujeres y equipaje. Los hombres iban a pie. Y poco antes del mediodía llegaron al lugar que los paraguayos llamaban el Puesto de las Ovejas. El largo viaje de once semanas había llegado a su fin.
Allí establecieron el asentamiento de Nueva Australia, lo que hoy es la ciudad de Nueva Londres.

### La"Línea de Color"
Pero a utopía socialista de los australianos nunca incluyó a los propios paraguayos.

Según la investigadora Anne Whitehead, los mismos debían firmar una promesa antes de convertirse en colonos, la cual estaba redactad en estos términos: 
Nos negamos a mezclarnos con razas de color; queremos que nuestros niños sean blancos como nosotros lo somos, capaces de sostener nuestros principios y de entender nuestros ideales.
Trazado el límite al que llamaron “La Línea del Color”, la reproducción de esta raza de idealistas se daría según los planes de William Lane por medio del estímulo de la migración de mujeres australianas, inglesas, irlandesas o escocesas al “Paraíso de los trabajadores” en Caaguazú.
Grandes promesas hizo Lane a las australianas para que se animaran a esta utopía, que según él, las incluía.
Las mujeres, carentes de derechos en Australia recibían una promesa: “La asociación mantiene una absoluta equidad entre hombres y mujeres y entiende al matrimonio como inviolable. Tanto las mujeres casadas como las solteras votan y tienen los mismos derechos que los varones” según sostiene Whitehead.
Pocas socialistas australianas se sumaron al sueño utópico de la Nueva Australia, pues “creían que la batalla contra el capitalismo se libraba en casa y que nada se conseguiría huyendo de ella” señala la investigadora.
El deseo de la no mezcla era mutuo. El propio gobierno paraguayo puso como condición a los australianos no pasar la línea del color, para no contaminar al Ser Nacional ni con su raza, ni con sus ideales y organización política y social utópica.
Para diciembre de 1893 llegaba a Nueva Australia la segunda tanda de colonos. Era en su mayoría hombres; que pronto cedieron a la tentación de no cruzar la línea del color y buscaron a las mujeres paraguayas, como buscaron el alcohol, que también les estaba prohibido.
“En Nueva Australia los solteros no podían ahogar sus penas en alcohol dado que habían firmado un compromiso de abstinencia. No pasó mucho hasta que tres hombres se hartaron de la situación, se acercaron a una aldea cercana, tomaron un poco de vino con el sacerdote y coquetearon con mujeres del lugar. Cuando regresaron a la colonia, Lane insistió en expulsarlos por su “persistente violación a la cláusula referida a tomar alcohol” prosigue Whitehead.
Los hombres fueron inmediatamente separados de la colonia y acompañados por soldados paraguayos que se aseguraron que abandonaron la región.
El hecho desató el malestar de muchos colonos y abrió la grieta que pronto partió el sueño en dos.

### La colonia Cosme
Sesenta y cuatro australianos se dieron una segunda oportunidad para cumplir su utopía en la tierra paraguaya. En Cosme, Caazapá, el gobierno volvió a cederles un espacio de colonización.
Liderados por William Lane, los utópicos auto-exiliados a Colonia Cosme se proclamaban “verdaderos creyentes”.
Los compatriotas a quienes dejaron atrás en Nueva Australia pronto dividieron la tierra comunitaria en parcelas privadas y, teniendo hijos e hijas con mujeres paraguayas, desdibujaron para siempre la línea del color.
En Cosme, una tierra fértil amenazada por las frecuentes crecientes de dos ríos circundantes, la sobrevivencia fue la primera prueba de fuego para la utopía:“Limpiaron el monte y erigieron chozas con barro y ramas con techos de paja".
El primer año tuvieron que comprar más garbanzos y maíz, aparte del suplemento de proteínas que obtenían de la caza ocasional de monos y acutíes, pero por lo general les perseguía el hambre. Sin embargo, gradualmente algunos de sus cultivos (aquellos adaptados al clima) crecieron bien y nuevas tandas de pioneros hicieron viajes de manera independiente para unírseles”.
La bonanza llegó con los años y el cultivo de la caña de azúcar, la extracción de la madera de los bosques “la infraestructura para aserrar madera, después un granero y un ingenio para moler la caña que estaba conectado por vías férreas con el campo para recibir la zafra”.
La colonia Cosme llegó a contar con “bibliotecas de seiscientos volúmenes y un salón de juegos techado con paja donde jugaban a los dardos y el dominó, se tomaban clases en español, se escuchaban poemas y debates sobre el marxismo”.

### El fracaso de la utopía
El experimento socialista fracasó rotundamente, en no poca medida por el sectarismo, racismo, autoritarismo y paranoia de su líder, William Lane. Este volvió a Australia en agosto de 1899 y, sorprendentemente (o no tanto), se convirtió en todo lo contrario de lo que alguna vez predicó.
Terminó trabajando como editor de un diario en Nueva Zelanda y se hizo tristemente célebre por sus columnas ultraderechistas, racistas e imperialistas, especialmente durante la Primera Guerra Mundial. Murió en 1917, a la edad de 56 años.
La mayoría de los colonos regresó a Australia a más tardar en 1904, y solamente unos cuantos permanecieron en el país, especialmente aquellos que tenían familias muy numerosas y no podían solventar el alto costo de la repatriación.

## Nueva Londres
Posteriormente, en 1942, dos inmigrantes ingleses, Ricardo Smith y Juan Kennedy, gestionaron la constitución del nuevo distrito, en el mismo sitio, pero ante la falta de respuesta a una carta dirigida al gobierno australiano (era la Segunda Guerra Mundial), a quien solicitaban autorización para denominarla "Nueva Camberra", en honor de los pioneros; decidieron nombrarla "Nueva Londres" (en 1957).
En la época del General Alfredo Stroessner; le rebautizaron como "Hugo Stroessner", en homenaje a su padre; pero recobró su designación, después del golpe de Estado de 1989.

## Cultura
En la actualidad, se reconocen de los colonos australianos por unos pocos apellidos, alguno que otro poblador con cabello rubio y ojos claros, y los brownies y puddings en las fiestas de fin de año.

## Personas destacadas
- Rodrigo Jacks y Ruben Jacks empresarios del sector de seguridad ( Protek, Monital) y tecnología ( Planet SA ) y la moda Pombero
- Gloria Ayala Person: economista, conductora del programa de radio y tv "Hablando de dinero".
- León Cadogan: antropólogo e indigenista.
- Osvaldo Cohener: exfutbolista.
- Christopher Cristaldo: futbolista.[11]
- Mary Gilmore: poetisa y periodista.
- Víctor González Drakeford: parlamentario.
- Sandra McLeod: fue intendenta de Ciudad del Este.
- Robin Wood: guionista de historietas.

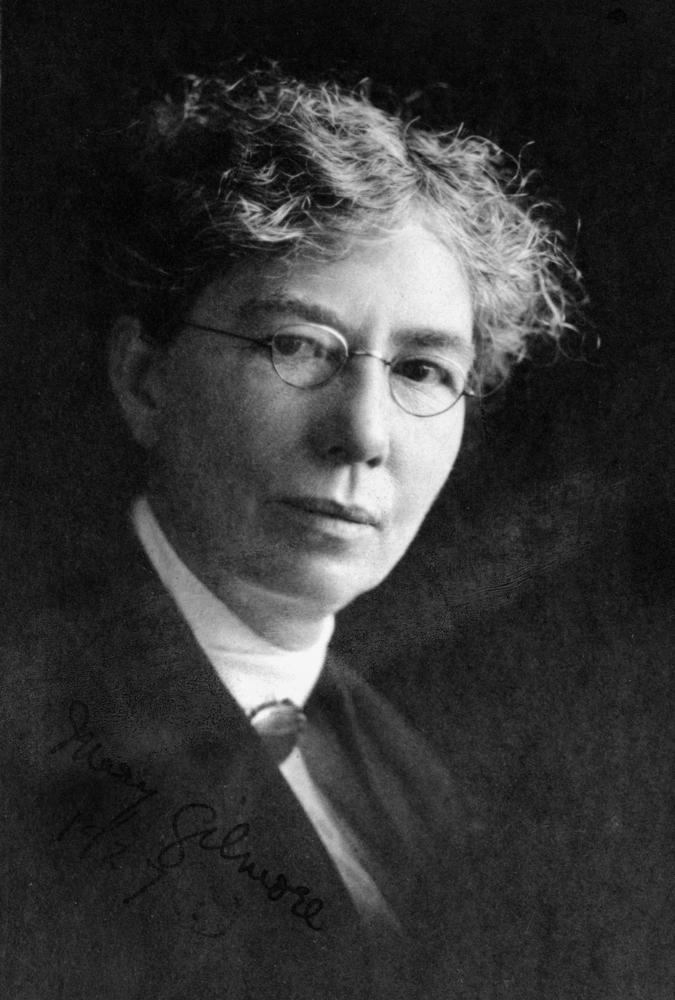
Mary Gilmore (1865-1962)
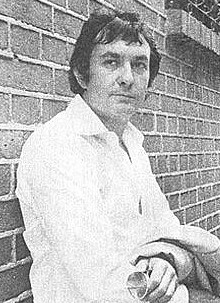
Robin Wood (1944)